# 奥克兰天空城
奥克兰天空城位於紐西蘭漢密爾頓市中心的維多利亞街上、裡面有賭場、餐廳、酒吧、和眾多娛樂設施。是漢密爾頓最大的娛樂場所。

## 連結
- 欢迎光临奥克兰天空城 （页面存档备份，存于）